# 第四インターナショナル執行委員会
第四インターナショナル執行委員会(Fourth International Caucus、略称FIC)は、アメリカ合衆国の社会主義組織ソリダリティー内部の第四インターナショナルを支持するグループ。
1985年に社会主義労働者党(SWP)を追放された党員の一グループを起源とする。第四インターナショナル潮流（FIT)を結成した元SWP党員内部の小集団がFICを結成して国際社会主義者や労働者の力と共にソリダリティーを形成した。
近年FITはソリダリティーに参加して消滅し、FITのメンバーはFICに加入している。